# Национално знаме на Никарагуа
Националното знаме на Никарагуа е прието на 27 август 1971 година. Знамето се състои от три равни хоризонтални ивици в синьо, бяло и синьо, като върху бялата в средата на знамето се намира държавния герб.

## Знаме през годините
- (1823 – 1824)
- (1824 – 1852)
- (1852 – 1854)
- (1854 – 1858)
- (1858 – 1873)
- (1873 – 1889)
- (1889 – 1893)
- (1893 – 1896)
- (1896 – 1898)
- (1898)